# Tráquea artificial

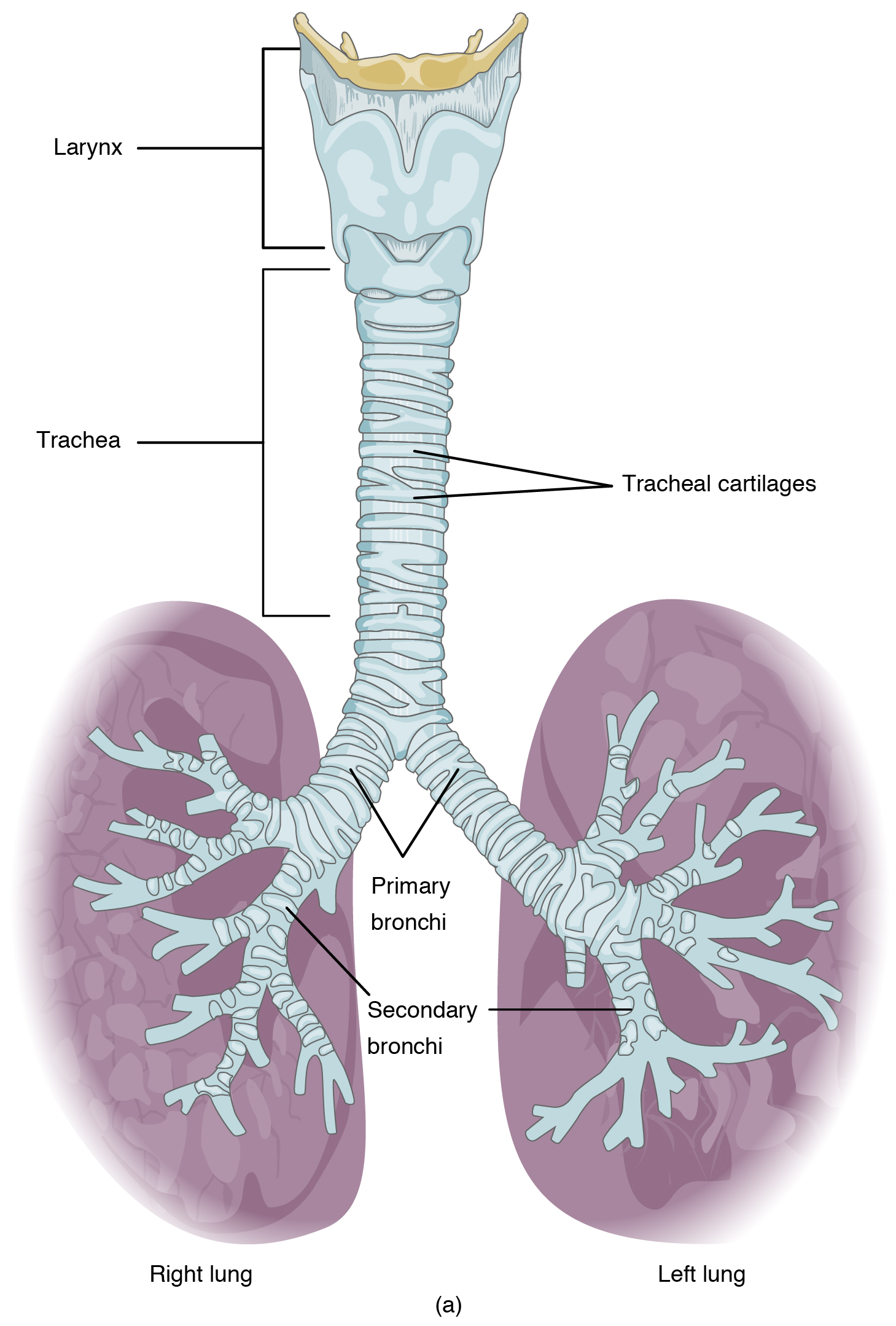
Tráquea y pulmones

Una tráquea artificial es una prótesis médica creada a partir de materiales biodegradables usada con la finalidad de cumplir el funcionamiento de una tráquea biológica. El desarrollo de la tráquea artificial sigue en periodo de prueba en animales y se espera que los avances que se realicen a futuro en la disciplina de ingeniería de tejidos contribuya al desarrollo de una tráquea artificial que pueda ser implementada en humanos.[cita requerida]

## Metodología del periodo de prueba

### Impresión de la estructura de la tráquea artificial
El principal material usado para la generación de una tráquea artificial es la policaprolactona (PLC) biodegradable reticular.[cita requerida] Se usa el PLC como material para imprimir la estructura de la tráquea artificial con una impresora 3D de manera que se asemeje a una tráquea biológica. Se realizan los cálculos para las medidas específicas de la estructura PLC de acuerdo a la necesidad de la porción de tráquea artificial requerida. La estructura consiste de líneas verticales y horizontales de PLC cuyas funcionalidades son soporte, fuerza y espacio para la adhesión de condrocitos que conforman la tráquea artificial.
Para verificar la calidad de la estructura PLC se ejecuta una serie de análisis para asegurar que las propiedades del material empleado no se hayan perdido durante la impresión 3D. 
- Espectrofotómetro de transformada de Fourier: Se analizan los componentes de los carbonos que conforman el PLC de la tráquea artificial para comprobar que la estructura química siga en su estructura correspondiente.
- Calorimetría diferencial de barrido: El análisis de calorimetría diferencial de barrido examina de manera termoanalítica las propiedades de la estructura de PLC.

### Adhesión in vitro de condrocitos a la estructura PLC
La adhesión in vitro de la mezcla de condrocitos se agita pausadamente para generar el tejido cartilaginoso en la estructura PLC. Se desarrollan diferentes grupos de pruebas con niveles variantes de condrocitos agregados a la estructura para elaborar una comparación de la efectividad de cada grupo.
La adhesión de condrocitos a la estructura presenta diferentes fases de acuerdo al tiempo transcurrido.
- 3 días: Los condrocitos comienzan a acumularse a lo largo de las líneas verticales y horizontales de la estructura PLC dejando espacios entre las uniones de las líneas.
- 7 días: Las uniones de las líneas verticales y horizontales empiezan a llenarse de condrocitos.
- 4 semanas: La estructura PLC inmersa en condrocitos comienza a presentar una capa celular de matriz extracelular.[1]

Después de las fases, se realizan análisis histológicos mediante un microscopio electrónico de barrido en el que se revisa la citocompatibilidad de los condrocitos a la estructura, la presencia de matriz extracelular del cartílago y el acomodo de las células en la estructura.

### Implantación de la tráquea artificial
Existen dos pruebas para implementar la tráquea artificial con propósitos diferentes. El primer propósito es probar la compatibilidad de la tráquea artificial al cuerpo del individuo y el segundo es probar la efectividad de la funcionalidad de la tráquea artificial.

#### Probar compatibilidad
Para probar la compatibilidad de la tráquea artificial con el cuerpo del individuo y descartar el riesgo de la enfermedad injerto contra huésped y la correcta adherencia de la capa celular de matriz extracelular al cuerpo, se implanta la tráquea artificial en el espacio dorsal subcutáneo de ratones sin pelo para observar algún cambio en la estructura con más facilidad. Después de la implantación, se verifica la calidad en aspecto estructural e histológico.
En el aspecto estructural se revisa que se mantenga la forma original y la estructura de la tráquea artificial, además que la vía aérea de la tráquea artificial se mantenga desobstruida por crecimientos celulares anormales.
En el aspecto histológico se revisa que el crecimiento del tejido cartilaginoso sea similar al tejido cartilaginoso biológico y que el tejido conectivo cubra a la tráquea artificial sin obstruir la vía aérea.

#### Probar de funcionalidad
La efectividad y la correcta funcionalidad de la tráquea artificial se prueba implementándose en conejos. Se coloca mediante cirugía una tráquea artificial con las medidas exactas de la tráquea biológica que se retira del conejo de modo que la nueva prótesis médica abarque una conexión de punto a punto. Se busca por medio de una broncoscopía que la prótesis tenga una oscilación superficial del cartílago durante la respiración sin ningún sangrado.[cita requerida]

## Complicaciones en la implantación
La razón por la cual la tráquea artificial aún no se implementa en seres humanos y sigue en periodo de prueba es debido a las diferentes complicaciones que pueden suceder después de la implementación y las cuales aún no tienen una solución. 
1. La principal complicación que surgieron en las pruebas es la granulación del tejido en varios segmentos de la prótesis provocando inflamación en el área debido a una infección e incluso obstrucción de la vía aérea. Se produce la granulación del tejido debido al acomodo de las células de adentro hacia afuera y su crecimiento anormal en el tejido conectivo de la tráquea artificial. A su vez, esto ocasiona la falta de tejido epitelial en la superficie de la prótesis. La formación de gránulos en el tejido ocasiona también dificultad para producir esputo.
2. La estenosis traqueal es otra de las complicaciones que ocasiona una obstrucción de la vía aérea de la tráquea artificial e incluso puede llegar a ocasionar un ablandamiento traqueal o malacia.
3. A pesar de la formación del tejido maduro cartilaginoso después de la implementación, existen casos en los cuales se erosiona debido a una inflamación o a la formación de nuevo tejido capilar adyacente.
4. Una causa de muerte de los animales usados en la prueba fue una neumonía severa que puede ser provocada debido a las complicaciones anteriores.

## Aplicaciones clínicas futuras
Aunque no esté terminado y perfeccionado el desarrollo de la tráquea artificial, se espera que pueda ayudar a pacientes con diferentes enfermedades malignas o benignas que afectan a la tráquea.
Un ejemplo de una enfermedad maligna que puede ser aminorada por la implementación de la tráquea artificial es el desarrollo de un tumor cancerígeno traqueal. Se reemplaza la parte de la tráquea afectada por el tumor y sustituida por una porción de la tráquea artificial de las mismas magnitudes. Es importante destacar que esta medida solo es temporal debido a que después de cierto tiempo existe el riesgo que se desarrollen más tumores debido al crecimiento anormal de más células a lo largo de la tráquea provocado por el cáncer extendiéndose entre las células.[cita requerida]
Una traqueotomía puede salvar la vida de una persona, pero es conocida debido a que puede producir consecuencias negativas en la cicatrización de la incisión realizada por el procedimiento. Una de las consecuencias negativas que puede ocasionarse es la granulación de la incisión de la traqueotomía y la pérdida de voz. La implementación de la tráquea artificial en la sección donde se encuentra la incisión con granulación puede resolver la afección exitosamente. A diferencia de una enfermedad maligna, la enfermedad benigna puede ser curada exitosamente sin riesgo a una reincidencia negativa.

## Tráqueas artificiales alternativas
Se ha desarrollado una tráquea artificial de menos de 1 centímetro que únicamente contiene la estructura PLC realizada en impresora 3D sin la adhesión de condrocitos y al ser implementada como prueba en animales, se ha demostrado la formación de nuevo cartílago alrededor de la estructura después de 8 semanas. 
Debido a la medida pequeña, no se ve como una solución ya que solo sirve para reparar porciones parciales de la tráquea.